# Midland Football Combination
De Midland Football Combination is een Engelse voetbalcompetitie, met voor het grootste gedeelte van de West Midlands. Er zijn 5 divisies (Premier Division, Division One, Two en Three en een Reserve Division, al spelen er ook reserveclubs in Division Two en Three). De league werd in 1927 opgericht als de Worcestershire Combination en nam in 1968 de huidige naam aan.
De Premier Division bevindt zich op het 10e niveau in de Engelse voetbalpyramide en is een van de 2 leveranciers voor de Midland Football Alliance.

## Kampioenen

### Worcestershire Combination
- 1955-56 Malvern Town
- 1956-57 Stratford Town
- 1962-63 Alvechurch
- 1964-65 Alvechurch
- 1966-67 Alvechurch

### Midland Combination
| - 1971-72 Alvechurch - 1972-73 Highgate United - 1973-74 Highgate United - 1974-75 Highgate United - 1975-76 Northfield Town - 1976-77 Blakenall - 1977-78 Sutton Coldfield Town - 1978-79 Sutton Coldfield Town - 1979-80 Bridgnorth Town - 1980-81 Moor Green - 1981-82 Chipping Norton Town - 1982-83 Bridgnorth Town - 1983-84 Studley - 1984-85 Mile Oak Rovers - 1985-86 Boldmere St Michaels - 1986-87 Stratford Town - 1987-88 Racing Club Warwick - 1988-89 Boldmere St Michaels |  | - 1989-90 Boldmere St Michaels - 1990-91 West Midlands Police - 1991-92 Evesham United - 1992-93 Armitage 90 - 1993-94 Pershore Town - 1994-95 Northfield Town - 1995-96 Bloxwich Town - 1996-97 Kings Norton Town - 1997-98 Worcester Athletico - 1998-99 Alveston - 1999-00 Nuneaton Griff - 2000-01 Nuneaton Griff - 2001-02 Grosvenor Park - 2002-03 Alvechurch - 2003-04 Romulus - 2004-05 Leamington - 2005-06 Atherstone Town |